# هيئة التعليم التقني (العراق)

الشعار

هيئة التعليم التقني في العراق هي مؤسسة إدارية تابعة لوزارة التعليم العالي والبحث العلمي العراقية، وكانت مسؤولة عن الكليات والمعاهد التقنية في العراق
الهئية مسؤولة حاليا عن 4 جامعات تقنية هي:
- الجامعة التقنية الوسطى : جامعة تقنية حكومية تأسست في العام الدراسي 2014-2015،، أقدم معاهدها هو المعهد الطبي التقني في بغداد تأسس عام 1966 كما أن الكلية التقنية الهندسية تأسست عام 1993.[1]
- جامعة الفرات الأوسط التقنية : جامعة الفرات الأوسط التقنية هي جامعة تقنية حكومية تأسست في العام الدراسي 2014-2015. تضم الكليات والمعاهد التقنية في محافظات بابل والنجف وكربلاء والقادسية والمثنى. كليات ومعاهد الجامعة كانت تتبع هيئة التعليم التقني.[4][5]
- الجامعة التقنية الشمالية : هي جامعة تقنية حكومية تأسست في العام الدراسي 2014-2015.[6]
- الجامعة التقنية الجنوبية : هي جامعة تقنية حكومية تأسست في العام الدراسي 2014-2015، إلا أن الكلية التقنية في البصرة تأسست عام 1994.[1]

## الموقع الإلكتروني
•الموقع الإلكتروني الخاص بهيئة التعليم التقني